# 世界羽聯第三等別賽事
世界羽聯第三等別賽事是羽毛球世界联合会推出的一系列由世界羽毛球運動員之間的比賽。2018年起，世界羽聯重新劃分賽事級別，將原屬第四級賽事的國際挑戰賽（International Challenge）、國際系列賽（International Series）和未來系列賽（Future Series），歸類為第三等別賽事。

## 級別
世界羽聯第三等別賽事共分為3個級別，開放予所有世界羽聯的會員國申請舉辦。每個級別的最低總獎金要求如下：
| 級別       | 最低總獎金要求           |
| ---------- | ------------------------ |
| 國際挑戰賽 | $25,000 美元             |
| 國際系列賽 | $10,000 美元             |
| 未來系列賽 | 不限（低於$10,000 美元） |

## 主要規則

### 排名點數分配
各級比賽提供的世界排名点数將依据下列方式分配予單打選手/双打组合：
| 賽事等級                                   | 冠軍  | 亞軍  | 4強   | 8強   | 16強  | 32強 | 64強 | 128強 | 256強 | 512強 | 1024強 |
| ------------------------------------------ | ----- | ----- | ----- | ----- | ----- | ---- | ---- | ----- | ----- | ----- | ------ |
| 世界羽聯第三等別賽事（BWF Grade 3 Events） |       |       |       |       |       |      |      |       |       |       |        |
| 國際挑戰賽                                 | 4,000 | 3,400 | 2,800 | 2,200 | 1,520 | 920  | 360  | 170   | 70    | 130   | 20     |
| 國際系列賽                                 | 2,500 | 2,130 | 1,750 | 1,370 | 920   | 550  | 210  | 100   | 40    | 20    | 10     |
| 未來系列賽                                 | 1,700 | 1,420 | 1,170 | 920   | 600   | 350  | 130  | 60    | 20    | 10    | 5      |

^1 ：因參賽人數限制關係，參賽選手不會取得灰色部分的分數，該等分數只是按分配比率計算出來的結果，僅供參考。

## 賽事

### 2018-2024年
根據世界羽聯發佈的賽程，第三等別賽事的三個級別賽事將包括以下賽站（按級別和國家英文縮寫序）：
| 賽事名稱                     | 洲份   | 國家/地區  | 賽季 | 賽季 | 賽季 | 賽季 | 賽季                                                                            | 賽季                                   | 賽季       |
| 賽事名稱                     | 洲份   | 國家/地區  | 2018 | 2019 | 2020 | 2021 | 2022                                                                            | 2023                                   | 2024       |
| ---------------------------- | ------ | ---------- | --- | --- | --- | --- | ------------------------------------------------------------------------------- | -------------------------------------- | ---------- |
| 南澳洲羽毛球國際賽           | 大洋洲 |            | style="background:#DCDCDC"\|國際挑戰賽 | 沒有舉辦 | 沒有舉辦 | 沒有舉辦 | 國際挑戰賽                                                                      | 沒有舉辦                               |            |
| 奧地利羽毛球公開賽           | 歐洲   | 奥地利     | style="background:#DCDCDC"\|國際挑戰賽 \|style="background:#DCDCDC"\|國際挑戰賽 \|style="background:#C0C0C0"\|國際系列賽 | 沒有舉辦 | style="background:#C0C0C0"\|國際系列賽                                                                                   | |                                                                                 |                                        |            |
| 阿塞拜疆羽毛球國際賽         | 歐洲   |            | 沒有舉辦 | 國際挑戰賽 | 取消舉辦 | 沒有舉辦 | 沒有舉辦                                                                        | style="background:#DCDCDC"\|國際挑戰賽 |            |
| 孟加拉羽毛球國際挑戰賽       | 亞洲   |            | style="background:#DCDCDC"\|國際挑戰賽 | 取消舉辦 | style="background:#DCDCDC"\|國際挑戰賽                                                                                   | 取消舉辦 | 沒有舉辦                                                                        |                                        |            |
| 比利時羽毛球國際賽           | 歐洲   | 比利时     | style="background:#DCDCDC"\|國際挑戰賽 | 取消舉辦 | style="background:#DCDCDC"\|國際挑戰賽 \|style="background:#DCDCDC"\|國際挑戰賽 \|style="background:#DCDCDC"\|國際挑戰賽 | |                                                                                 |                                        |            |
| 巴西羽毛球國際賽             | 泛美洲 | 巴西       | style="background:#DCDCDC"\|國際挑戰賽 | 沒有舉辦 | 沒有舉辦 | 沒有舉辦 | 沒有舉辦                                                                        | 沒有舉辦                               |            |
| 捷克羽毛球公開賽             | 歐洲   | 捷克       | style="background:#A9A9A9"\|未來系列賽 | 取消舉辦 | style="background:#C0C0C0"\|國際系列賽 \|style="background:#C0C0C0"\|國際系列賽 \|style="background:#C0C0C0"\|國際系列賽 | |                                                                                 |                                        |            |
| 丹麥羽毛球國際賽             | 歐洲   | 丹麦       | 沒有舉辦 | 國際挑戰賽 | 取消舉辦 | style="background:#DCDCDC"\|國際挑戰賽 \|style="background:#DCDCDC"\|國際挑戰賽 \|style="background:#DCDCDC"\|國際挑戰賽 |                                                                                 |                                        |            |
| 西班牙羽毛球國際賽           | 歐洲   | 西班牙     | style="background:#DCDCDC"\|國際挑戰賽 | 取消舉辦 | style="background:#A9A9A9"\|未來系列賽 \|style="background:#A9A9A9"\|未來系列賽 \|style="background:#A9A9A9"\|未來系列賽 | |                                                                                 |                                        |            |
| 芬蘭羽毛球公開賽             | 歐洲   | 芬兰       | style="background:#DCDCDC"\|國際挑戰賽 | 取消舉辦 | 取消舉辦 | 國際挑戰賽 | 沒有舉辦                                                                        | 沒有舉辦                               |            |
| 匈牙利羽毛球國際賽           | 歐洲   | 匈牙利     | style="background:#DCDCDC"\|國際挑戰賽 | 取消舉辦 | style="background:#C0C0C0"\|國際系列賽 \|style="background:#C0C0C0"\|國際系列賽 \|style="background:#C0C0C0"\|國際系列賽 | |                                                                                 |                                        |            |
| 印度羽毛球國際挑戰賽         | 亞洲   | 印度       | style="background:#DCDCDC"\|國際挑戰賽 | 取消舉辦 | style="background:#DCDCDC"\|國際挑戰賽 \|style="background:#DCDCDC"\|國際挑戰賽 \|style="background:#DCDCDC"\|國際挑戰賽 | |                                                                                 |                                        |            |
| 印度尼西亞羽毛球國際賽       | 亞洲   | 印度尼西亞 | style="background:#DCDCDC"\|國際挑戰賽 | 取消舉辦 | 取消舉辦 | style="background:#DCDCDC"\|國際挑戰賽 \|style="background:#DCDCDC"\|國際挑戰賽                                          |                                                                                 |                                        |            |
| 伊朗羽毛球國際賽             | 亞洲   | 伊朗       | style="background:#DCDCDC"\|國際挑戰賽 \|style="background:#DCDCDC"\|國際挑戰賽 | 取消舉辦 | style="background:#DCDCDC"\|國際挑戰賽 \|style="background:#DCDCDC"\|國際挑戰賽                                          | |                                                                                 |                                        |            |
| 意大利羽毛球國際賽           | 歐洲   | 義大利     | style="background:#DCDCDC"\|國際挑戰賽 | 取消舉辦 | style="background:#DCDCDC"\|國際挑戰賽                                                                                   | 取消舉辦 | 沒有舉辦                                                                        |                                        |            |
| 大阪羽毛球國際挑戰賽         | 亞洲   | 日本       | style="background:#DCDCDC"\|國際挑戰賽 | 取消舉辦 | 取消舉辦 | 取消舉辦 | 國際挑戰賽                                                                      | 取消舉辦                               |            |
| 馬來西亞羽毛球國際挑戰賽     | 亞洲   | 马来西亚   | style="background:#DCDCDC"\|國際挑戰賽 | 取消舉辦 | 取消舉辦 | style="background:#DCDCDC"\|國際挑戰賽 \|style="background:#DCDCDC"\|國際挑戰賽                                          |                                                                                 |                                        |            |
| 馬爾代夫羽毛球國際挑戰賽     | 亞洲   | 馬爾地夫   | 沒有舉辦 | 國際挑戰賽 | 取消舉辦 | 取消舉辦 | style="background:#DCDCDC"\|國際挑戰賽 \|style="background:#DCDCDC"\|國際挑戰賽 |                                        |            |
| 拉各斯羽毛球國際挑戰賽       | 非洲   | 奈及利亞   | style="background:#DCDCDC"\|國際挑戰賽 | 取消舉辦 | 取消舉辦 | style="background:#DCDCDC"\|國際挑戰賽 \|style="background:#DCDCDC"\|國際挑戰賽                                          |                                                                                 |                                        |            |
| 尼泊爾羽毛球國際挑戰賽       | 亞洲   | 尼泊尔     | 沒有舉辦 | 國際挑戰賽 | 取消舉辦 | 沒有舉辦 | 沒有舉辦                                                                        | 沒有舉辦                               | 沒有舉辦   |
| 波蘭羽毛球公開賽             | 歐洲   | 波蘭       | 取消舉辦 | 國際挑戰賽 | 取消舉辦 | style="background:#DCDCDC"\|國際挑戰賽 \|style="background:#DCDCDC"\|國際挑戰賽 \|style="background:#DCDCDC"\|國際挑戰賽 |                                                                                 |                                        |            |
| 白夜羽毛球賽                 | 歐洲   | 俄羅斯     | style="background:#DCDCDC"\|國際挑戰賽 | 取消舉辦 | 取消舉辦 | 取消舉辦 | 取消舉辦                                                                        | 取消舉辦                               |            |
| 蘇格蘭羽毛球公開賽           | 歐洲   | 苏格兰     | 超級100賽 | 國際挑戰賽 | 取消舉辦 | 國際挑戰賽 | 沒有舉辦                                                                        | 國際挑戰賽                             | 沒有舉辦   |
| 杜拜羽毛球國際挑戰賽         | 亞洲   | 阿联酋     | style="background:#DCDCDC"\|國際挑戰賽 | 取消舉辦 | 沒有舉辦 | 沒有舉辦 | 沒有舉辦                                                                        | 沒有舉辦                               |            |
| 哈爾科夫羽毛球國際賽         | 歐洲   | 乌克兰     | style="background:#DCDCDC"\|國際挑戰賽 | 取消舉辦 | 國際系列賽 | 沒有舉辦 | 沒有舉辦                                                                        | 沒有舉辦                               |            |
| 美國羽毛球國際挑戰賽         | 泛美洲 | 美国       | style="background:#DCDCDC"\|國際挑戰賽 | 沒有舉辦 | 沒有舉辦 | 沒有舉辦 | 沒有舉辦                                                                        | 沒有舉辦                               |            |
| 越南羽毛球國際挑戰賽         | 亞洲   | 越南       | style="background:#DCDCDC"\|國際挑戰賽 | 取消舉辦 | 取消舉辦 | 取消舉辦 | style="background:#DCDCDC"\|國際挑戰賽                                          |                                        |            |
|                              |        |            | | | | |                                                                                 |                                        |            |
| 雪梨羽毛球國際賽             | 大洋洲 |            | style="background:#C0C0C0"\|國際系列賽 | 取消舉辦 | 取消舉辦 | style="background:#C0C0C0"\|國際系列賽 \|style="background:#DCDCDC"\|國際挑戰賽                                          |                                                                                 |                                        |            |
| 巴林羽毛球國際系列賽         | 亞洲   | 巴林       | style="background:#C0C0C0"\|國際系列賽 | 取消舉辦 | style="background:#C0C0C0"\|國際系列賽 \|style="background:#C0C0C0"\|國際系列賽 \|style="background:#C0C0C0"\|國際系列賽 | |                                                                                 |                                        |            |
| 保加利亞羽毛球公開賽         | 歐洲   | 保加利亚   | style="background:#C0C0C0"\|國際系列賽 | 取消舉辦 | 取消舉辦 | 沒有舉辦 | 沒有舉辦                                                                        | 沒有舉辦                               |            |
| 南方共同市場羽毛球國際賽     | 泛美洲 | 巴西       | 國際系列賽 | 沒有舉辦 | 沒有舉辦 | 沒有舉辦 | 沒有舉辦                                                                        | 沒有舉辦                               | 沒有舉辦   |
| 巴西羽毛球國際系列賽         | 泛美洲 | 巴西       | 沒有舉辦 | style="background:#C0C0C0"\|國際系列賽 \|style="background:#C0C0C0"\|國際系列賽 \|style="background:#C0C0C0"\|國際系列賽 \|style="background:#C0C0C0"\|國際系列賽 | 沒有舉辦 | |                                                                                 |                                        |            |
| 科特迪瓦羽毛球國際賽         | 非洲   |            | style="background:#C0C0C0"\|國際系列賽 | 沒有舉辦 | 沒有舉辦 | 沒有舉辦 | 沒有舉辦                                                                        | 沒有舉辦                               |            |
| 喀麥隆羽毛球國際賽           | 非洲   | 喀麦隆     | style="background:#C0C0C0"\|國際系列賽 | 取消舉辦 | 取消舉辦 | style="background:#C0C0C0"\|國際系列賽                                                                                   | 沒有舉辦                                                                        |                                        |            |
| 捷克羽毛球國際賽             | 歐洲   | 捷克       | 國際系列賽 | 沒有舉辦 | 取消舉辦 | style="background:#C0C0C0"\|國際系列賽                                                                                   | 沒有舉辦                                                                        | 沒有舉辦                               |            |
| 聖多明哥羽毛球公開賽         | 泛美洲 |            | style="background:#C0C0C0"\|國際系列賽 | 取消舉辦 | style="background:#C0C0C0"\|國際系列賽 \|style="background:#C0C0C0"\|國際系列賽                                          | 取消舉辦 |                                                                                 |                                        |            |
| 愛沙尼亞羽毛球國際賽         | 歐洲   | 爱沙尼亚   | style="background:#C0C0C0"\|國際系列賽 \|style="background:#C0C0C0"\|國際系列賽 | 取消舉辦 | style="background:#C0C0C0"\|國際系列賽 \|style="background:#C0C0C0"\|國際系列賽                                          | |                                                                                 |                                        |            |
| 加納羽毛球國際賽             | 非洲   |            | style="background:#C0C0C0"\|國際系列賽 | 沒有舉辦 | 沒有舉辦 | 沒有舉辦 | 沒有舉辦                                                                        | 沒有舉辦                               |            |
| 希臘羽毛球公開賽             | 歐洲   | 希腊       | style="background:#C0C0C0"\|國際系列賽 | 沒有舉辦 | 沒有舉辦 | 沒有舉辦 | 沒有舉辦                                                                        | 沒有舉辦                               |            |
| 危地馬拉羽毛球國際系列賽     | 泛美洲 |            | style="background:#C0C0C0"\|國際系列賽 | 取消舉辦 | style="background:#C0C0C0"\|國際系列賽 \|style="background:#C0C0C0"\|國際系列賽                                          | 沒有舉辦 |                                                                                 |                                        |            |
| 印度尼西亞羽毛球國際系列賽   | 亞洲   | 印度尼西亞 | 國際系列賽 | 沒有舉辦 | 取消舉辦 | 取消舉辦 | 國際系列賽                                                                      | 沒有舉辦                               | 沒有舉辦   |
| 愛爾蘭羽毛球公開賽           | 歐洲   | 爱尔兰     | style="background:#DCDCDC"\|國際挑戰賽 | 取消舉辦 | style="background:#DCDCDC"\|國際挑戰賽 \|style="background:#DCDCDC"\|國際挑戰賽 \|style="background:#DCDCDC"\|國際挑戰賽 | |                                                                                 |                                        |            |
| 冰島羽毛球國際賽             | 歐洲   | 冰島       | style="background:#A9A9A9"\|未來系列賽 \|style="background:#A9A9A9"\|未來系列賽 | 取消舉辦 | 取消舉辦 | style="background:#A9A9A9"\|未來系列賽                                                                                   |                                                                                 |                                        |            |
| 牙買加羽毛球國際賽           | 泛美洲 | 牙买加     | style="background:#C0C0C0"\|國際系列賽 \|style="background:#C0C0C0"\|國際系列賽 | 沒有舉辦 | 沒有舉辦 | 沒有舉辦 | 沒有舉辦                                                                        |                                        |            |
| 哈薩克羽毛球國際賽           | 亞洲   |            | style="background:#C0C0C0"\|國際系列賽 | 沒有舉辦 | 沒有舉辦 | 沒有舉辦 | 國際系列賽                                                                      | 沒有舉辦                               |            |
| 寮國羽毛球國際系列賽         | 亞洲   |            | 沒有舉辦 | 國際系列賽 | 取消舉辦 | 沒有舉辦 | 沒有舉辦                                                                        | 沒有舉辦                               | 沒有舉辦   |
| 馬來西亞羽毛球國際系列賽     | 亞洲   | 马来西亚   | style="background:#C0C0C0"\|國際系列賽 | 取消舉辦 | 取消舉辦 | style="background:#C0C0C0"\|國際系列賽 \|style="background:#C0C0C0"\|國際系列賽                                          |                                                                                 |                                        |            |
| 墨西哥羽毛球國際賽           | 泛美洲 | 墨西哥     | style="background:#C0C0C0"\|國際系列賽 \|style="background:#C0C0C0"\|國際系列賽 \|style="background:#C0C0C0"\|國際系列賽 \|style="background:#C0C0C0"\|國際系列賽 \|style="background:#C0C0C0"\|國際系列賽 \|style="background:#C0C0C0"\|國際系列賽 | | | |                                                                                 |                                        |            |
| 蒙古國羽毛球國際系列賽       | 亞洲   | 蒙古国     | style="background:#DCDCDC"\|國際挑戰賽 | 取消舉辦 | 取消舉辦 | 國際挑戰賽 | 沒有舉辦                                                                        | 沒有舉辦                               |            |
| 緬甸羽毛球國際系列賽         | 亞洲   | 緬甸       | 沒有舉辦 | 國際系列賽 | 取消舉辦 | 沒有舉辦 | 沒有舉辦                                                                        | 沒有舉辦                               | 國際系列賽 |
| 荷蘭羽毛球國際賽             | 歐洲   | 荷蘭       | style="background:#C0C0C0"\|國際系列賽 | 取消舉辦 | 取消舉辦 | style="background:#C0C0C0"\|國際系列賽 \|style="background:#C0C0C0"\|國際系列賽                                          |                                                                                 |                                        |            |
| 尼泊爾羽毛球國際系列賽       | 亞洲   | 尼泊尔     | style="background:#C0C0C0"\|國際系列賽 \|style="background:#C0C0C0"\|國際系列賽 | 取消舉辦 | 沒有舉辦 | 沒有舉辦 | 沒有舉辦                                                                        |                                        |            |
| 挪威羽毛球國際賽             | 歐洲   | 挪威       | style="background:#C0C0C0"\|國際系列賽 | 取消舉辦 | 取消舉辦 | style="background:#C0C0C0"\|國際系列賽                                                                                   | 沒有舉辦                                                                        |                                        |            |
| 懷卡托羽毛球國際賽           | 大洋洲 | 新西兰     | 沒有舉辦 | 國際系列賽 | 取消舉辦 | 沒有舉辦 | 取消舉辦                                                                        | 取消舉辦                               | 國際挑戰賽 |
| 巴基斯坦羽毛球國際賽         | 亞洲   | 巴基斯坦   | 沒有舉辦 | 國際系列賽 | 沒有舉辦 | 沒有舉辦 | 取消舉辦                                                                        | 沒有舉辦                               | 沒有舉辦   |
| 秘魯羽毛球國際賽             | 泛美洲 | 秘魯       | style="background:#C0C0C0"\|國際系列賽 | 取消舉辦 | style="background:#C0C0C0"\|國際系列賽                                                                                   | 沒有舉辦 | 國際系列賽                                                                      |                                        |            |
| 波蘭羽毛球國際賽             | 歐洲   | 波蘭       | style="background:#C0C0C0"\|國際系列賽 | 取消舉辦 | style="background:#C0C0C0"\|國際系列賽 \|style="background:#C0C0C0"\|國際系列賽 \|style="background:#C0C0C0"\|國際系列賽 | |                                                                                 |                                        |            |
| 葡萄牙羽毛球國際賽           | 歐洲   | 葡萄牙     | style="background:#C0C0C0"\|國際系列賽 \|style="background:#C0C0C0"\|國際系列賽 \|style="background:#C0C0C0"\|國際系列賽 | 沒有舉辦 | style="background:#C0C0C0"\|國際系列賽                                                                                   | |                                                                                 |                                        |            |
| 新加坡羽毛球國際系列賽       | 亞洲   | 新加坡     | 國際系列賽 | 沒有舉辦 | 沒有舉辦 | 沒有舉辦 | 沒有舉辦                                                                        | 沒有舉辦                               | 沒有舉辦   |
| 斯洛文尼亞羽毛球國際賽       | 歐洲   | 斯洛維尼亞 | style="background:#C0C0C0"\|國際系列賽 | 取消舉辦 | style="background:#C0C0C0"\|國際系列賽 \|style="background:#C0C0C0"\|國際系列賽                                          | 沒有舉辦 |                                                                                 |                                        |            |
| 蘇利南羽毛球國際賽           | 泛美洲 | 苏里南     | style="background:#C0C0C0"\|國際系列賽 | 取消舉辦 | 沒有舉辦 | 沒有舉辦 | 國際系列賽                                                                      | 沒有舉辦                               |            |
| 瑞典羽毛球公開賽             | 歐洲   | 瑞典       | style="background:#C0C0C0"\|國際系列賽 \|style="background:#C0C0C0"\|國際系列賽 | 取消舉辦 | style="background:#C0C0C0"\|國際系列賽 \|style="background:#C0C0C0"\|國際系列賽                                          | |                                                                                 |                                        |            |
| 土耳其羽毛球國際賽           | 歐洲   | 土耳其     | style="background:#C0C0C0"\|國際系列賽 | 取消舉辦 | 沒有舉辦 | 取消舉辦 | 沒有舉辦                                                                        | 國際挑戰賽                             |            |
| 烏干達羽毛球國際賽           | 非洲   | 乌干达     | style="background:#C0C0C0"\|國際系列賽 \|style="background:#C0C0C0"\|國際系列賽 \|style="background:#C0C0C0"\|國際系列賽 \|style="background:#DCDCDC"\|國際挑戰賽 \|style="background:#A9A9A9"\|未來系列賽 \|style="background:#A9A9A9"\|未來系列賽 | | | |                                                                                 |                                        |            |
| 美國羽毛球國際系列賽         | 泛美洲 | 美国       | 國際系列賽 | 沒有舉辦 | 沒有舉辦 | 沒有舉辦 | 沒有舉辦                                                                        | 沒有舉辦                               | 沒有舉辦   |
| 矽谷羽毛球國際系列賽         | 泛美洲 | 美国       | 沒有舉辦 | 國際系列賽 | 沒有舉辦 | 沒有舉辦 | 沒有舉辦                                                                        | 沒有舉辦                               | 沒有舉辦   |
| 威爾斯羽毛球國際賽           | 歐洲   |            | style="background:#C0C0C0"\|國際系列賽 | 取消舉辦 | style="background:#DCDCDC"\|國際挑戰賽 \|style="background:#DCDCDC"\|國際挑戰賽                                          | 沒有舉辦 |                                                                                 |                                        |            |
|                              |        |            | | | | |                                                                                 |                                        |            |
| 阿爾及利亞羽毛球國際賽       | 非洲   | 阿尔及利亚 | style="background:#C0C0C0"\|國際系列賽 | 取消舉辦 | 取消舉辦 | 沒有舉辦 | style="background:#C0C0C0"\|國際系列賽                                          |                                        |            |
| 阿根廷羽毛球國際賽           | 泛美洲 | 阿根廷     | 未來系列賽 | 沒有舉辦 | 沒有舉辦 | 沒有舉辦 | 沒有舉辦                                                                        | 取消舉辦                               | 沒有舉辦   |
| 貝寧羽毛球國際賽             | 非洲   |            | style="background:#C0C0C0"\|國際系列賽 | 取消舉辦 | style="background:#A9A9A9"\|未來系列賽 \|style="background:#A9A9A9"\|未來系列賽                                          | 沒有舉辦 |                                                                                 |                                        |            |
| 白俄羅斯羽毛球國際賽         | 歐洲   | 白俄羅斯   | style="background:#C0C0C0"\|國際系列賽 | 沒有舉辦 | 取消舉辦 | 取消舉辦 | 沒有舉辦                                                                        | 沒有舉辦                               |            |
| 博茨瓦納羽毛球國際賽         | 非洲   |            | style="background:#A9A9A9"\|未來系列賽 | 取消舉辦 | style="background:#A9A9A9"\|未來系列賽 \|style="background:#A9A9A9"\|未來系列賽 \|style="background:#A9A9A9"\|未來系列賽 | |                                                                                 |                                        |            |
| 保加利亞羽毛球國際賽         | 歐洲   | 保加利亚   | style="background:#A9A9A9"\|未來系列賽 \|style="background:#A9A9A9"\|未來系列賽 \|style="background:#A9A9A9"\|未來系列賽 \|style="background:#A9A9A9"\|未來系列賽 \|style="background:#A9A9A9"\|未來系列賽 \|style="background:#A9A9A9"\|未來系列賽 | | | |                                                                                 |                                        |            |
| 克羅地亞羽毛球國際賽         | 歐洲   |            | style="background:#A9A9A9"\|未來系列賽 | 取消舉辦 | 取消舉辦 | style="background:#A9A9A9"\|未來系列賽 \|style="background:#A9A9A9"\|未來系列賽                                          |                                                                                 |                                        |            |
| 吉拉爾迪拉羽毛球賽           | 泛美洲 | 古巴       | style="background:#A9A9A9"\|未來系列賽 | 取消舉辦 | 取消舉辦 | 沒有舉辦 | style="background:#A9A9A9"\|未來系列賽                                          |                                        |            |
| 多明尼加羽毛球公開賽         | 泛美洲 |            | style="background:#A9A9A9"\|未來系列賽 | 沒有舉辦 | 未來系列賽 | 取消舉辦 | 取消舉辦                                                                        | 沒有舉辦                               |            |
| 埃及羽毛球國際賽             | 非洲   | 埃及       | style="background:#C0C0C0"\|國際系列賽 | 取消舉辦 | 取消舉辦 | style="background:#C0C0C0"\|國際系列賽 \|style="background:#C0C0C0"\|國際系列賽                                          |                                                                                 |                                        |            |
| 薩爾瓦多羽毛球未來系列賽     | 泛美洲 | 薩爾瓦多   | style="background:#A9A9A9"\|未來系列賽 | 取消舉辦 | 沒有舉辦 | 沒有舉辦 | 沒有舉辦                                                                        | 沒有舉辦                               |            |
| 肯雅羽毛球國際賽             | 非洲   |            | 沒有舉辦 | style="background:#A9A9A9"\|未來系列賽 | 取消舉辦 | 沒有舉辦 | 沒有舉辦                                                                        | 沒有舉辦                               |            |
| 希臘羽毛球國際賽             | 歐洲   | 希腊       | 未來系列賽 | 沒有舉辦 | 沒有舉辦 | 國際系列賽 | 沒有舉辦                                                                        | 沒有舉辦                               | 沒有舉辦   |
| 危地馬拉羽毛球未來系列賽     | 泛美洲 |            | 沒有舉辦 | 未來系列賽 | 取消舉辦 | style="background:#C0C0C0"\|國際系列賽 \|style="background:#A9A9A9"\|未來系列賽 \|style="background:#A9A9A9"\|未來系列賽 |                                                                                 |                                        |            |
| 以色列夏瑣羽毛球國際賽       | 歐洲   | 以色列     | style="background:#A9A9A9"\|未來系列賽 | 取消舉辦 | 取消舉辦 | 國際系列賽 | 沒有舉辦                                                                        | 沒有舉辦                               |            |
| 德國羽毛球國際賽             | 歐洲   | 德国       | 沒有舉辦 | 未來系列賽 | 取消舉辦 | 取消舉辦 | style="background:#A9A9A9"\|未來系列賽 \|style="background:#A9A9A9"\|未來系列賽 |                                        |            |
| 拉脫維亞羽毛球國際賽         | 歐洲   | 拉脫維亞   | style="background:#A9A9A9"\|未來系列賽 \|style="background:#A9A9A9"\|未來系列賽 \|style="background:#A9A9A9"\|未來系列賽 \|style="background:#A9A9A9"\|未來系列賽 \|style="background:#A9A9A9"\|未來系列賽 \|style="background:#A9A9A9"\|未來系列賽 | | | |                                                                                 |                                        |            |
| 立陶宛羽毛球國際賽           | 歐洲   | 立陶宛     | style="background:#A9A9A9"\|未來系列賽 | 取消舉辦 | style="background:#A9A9A9"\|未來系列賽 \|style="background:#A9A9A9"\|未來系列賽 \|style="background:#A9A9A9"\|未來系列賽 | |                                                                                 |                                        |            |
| 摩洛哥羽毛球國際賽           | 非洲   | 摩洛哥     | style="background:#A9A9A9"\|未來系列賽 | 沒有舉辦 | 沒有舉辦 | 沒有舉辦 | 沒有舉辦                                                                        | 沒有舉辦                               |            |
| 墨西哥羽毛球未來系列賽       | 泛美洲 | 墨西哥     | 取消舉辦 | 未來系列賽 | 沒有舉辦 | 沒有舉辦 | style="background:#A9A9A9"\|未來系列賽 \|style="background:#A9A9A9"\|未來系列賽 |                                        |            |
| 毛里裘斯羽毛球國際賽         | 非洲   | 模里西斯   | style="background:#C0C0C0"\|國際系列賽 | 沒有舉辦 | 沒有舉辦 | 沒有舉辦 | style="background:#C0C0C0"\|國際系列賽                                          |                                        |            |
| 北港羽毛球國際賽             | 大洋洲 | 新西兰     | style="background:#A9A9A9"\|未來系列賽 | 取消舉辦 | 沒有舉辦 | 國際挑戰賽 | 取消舉辦                                                                        | 沒有舉辦                               |            |
| 秘魯羽毛球未來系列賽         | 泛美洲 | 秘魯       | style="background:#A9A9A9"\|未來系列賽 \|style="background:#A9A9A9"\|未來系列賽 | 沒有舉辦 | 沒有舉辦 | 未來系列賽 | 取消舉辦                                                                        |                                        |            |
| 南非羽毛球國際賽             | 非洲   | 南非       | 沒有舉辦 | 未來系列賽 | 取消舉辦 | style="background:#A9A9A9"\|未來系列賽 \|style="background:#A9A9A9"\|未來系列賽 \|style="background:#A9A9A9"\|未來系列賽 |                                                                                 |                                        |            |
| 斯洛文尼亞羽毛球未來系列賽   | 歐洲   | 斯洛維尼亞 | style="background:#A9A9A9"\|未來系列賽 | 沒有舉辦 | style="background:#A9A9A9"\|未來系列賽 \|style="background:#A9A9A9"\|未來系列賽 \|style="background:#A9A9A9"\|未來系列賽 | |                                                                                 |                                        |            |
| 斯洛伐克羽毛球公開賽         | 歐洲   | 斯洛伐克   | style="background:#A9A9A9"\|未來系列賽 \|style="background:#A9A9A9"\|未來系列賽 | 取消舉辦 | 未來系列賽 | 沒有舉辦 | 未來系列賽                                                                      |                                        |            |
| 加勒比地區羽毛球聯合會國際賽 | 泛美洲 | 苏里南 ·   | style="background:#C0C0C0"\|國際系列賽 | 沒有舉辦 | 沒有舉辦 | 沒有舉辦 | 國際系列賽                                                                      | 沒有舉辦                               |            |
| 贊比亞羽毛球國際賽           | 非洲   | 尚比亞     | style="background:#A9A9A9"\|未來系列賽 | 取消舉辦 | 沒有舉辦 | style="background:#C0C0C0"\|國際系列賽                                                                                   | 沒有舉辦                                                                        |                                        |            |
| 蒙古國羽球國際挑戰賽         | 亞洲   | 蒙古国     | 沒有舉辦 | 國際挑戰賽 | 取消舉辦 | 取消舉辦 | style="background:#DCDCDC"\|國際挑戰賽                                          | 沒有舉辦                               |            |